# У Нисы
Стадион У Нисы (чеш. Stadion U Nisy) — футбольный стадион в Либерце, домашняя арена футбольного клуба «Слован». Вмещает 9900 зрителей. Назван в честь реки Лужицка-Ниса, протекающей недалеко от северной трибуны стадиона.

## История
Стадион был построен в 1933 году, а открыт годом позже. Использовался для футбольных матчей нескольких спортивных клубов Либерца, предшественников нынешнего «Слована». В то время стадион представлял из себя небольшое поле с одной деревянной трибуной. В 1958 году «Слован» начал играть здесь некоторые домашние матчи, так как основным стадионом клуба был городской стадион на другом конце города.
Первоначальная вместимость стадиона составляла 5 000 зрителей, но после реконструкции в 1995 году была увеличена до 7 000. В 1998 году была установлена газовая система отопления, а через два месяца началось строительство северной трибуны. В 2000 году было установлено искусственное освещение из-за матча Кубка УЕФА, в котором где «Слован» принимал английский «Ливерпуль». В 2001 году строительство северной трибуны было завершено, и вместительность стадиона составило нынешнюю цифру - 9 900 зрителей.

## Трибуны стадиона и их вместительность
- Главная трибуна (реконструирована в 1995 году, вмещает 2 119 зрителей)
- Восточная трибуна (построена в 1998 году, вмещает 1 853 зрителя)
- Западная трибуна (построена в 1998 году, вмещает 1 495 зрителей)
- Серверная трибуна (построена в 2001 году, вмещает 2 574 зрителя)